# Caballos de vapor
Caballos de vapor, sinfonía de baile (anche nota con la traduzione in inglese, Horse-Power: Ballet Symphony e la versione ridotta di questo titolo H.P.) è la partitura di un balletto creata dal compositore messicano Carlos Chávez nel 1926-1932. Una versione abbreviata per concerto viene pubblicata come Suite Sinfonica del balletto Caballos de vapor.

## Storia

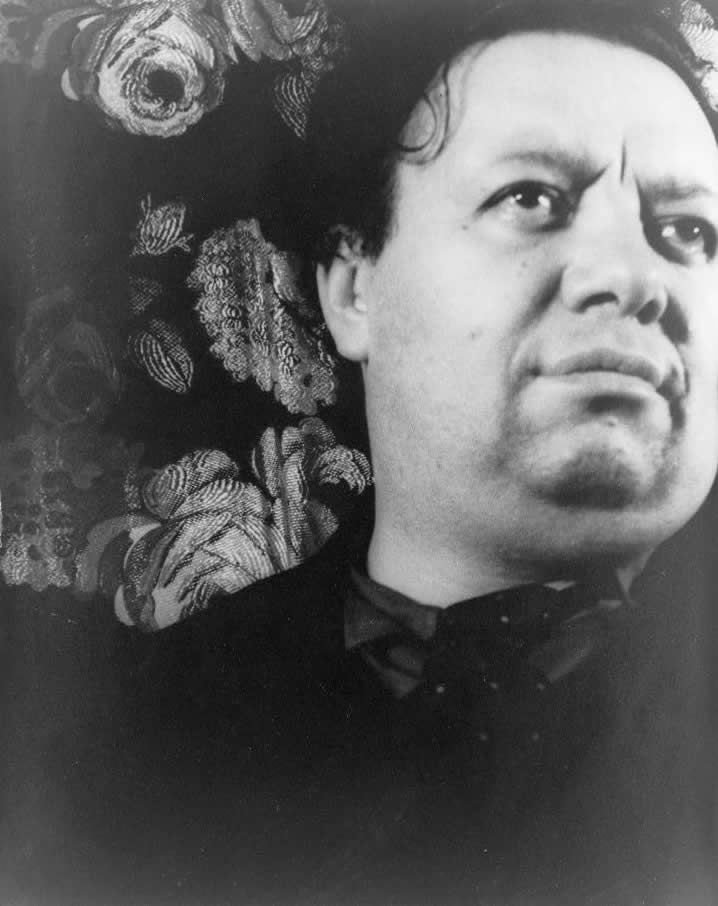
Diego Rivera, 19 marzo 1932

Caballos de vapor ebbe origine nelle discussioni tra il compositore e il pittore Agustín Lazo Adalid nel 1922 o 1923 su un lavoro multimediale riguardante la meccanizzazione e il suo impatto sulla società nel Messico moderno. Secondo un altro racconto, tuttavia, fu solo la prima volta nel 1926 che nacque l'idea, discutendo con un altro artista visuale, Diego Rivera e Rivera aveva intenzione di progettare e produrre l'arredamento ed i costumi. In ogni caso, la musica fu composta in fasi, iniziando nel 1926 con il quarto movimento, in origine orchestrato per una piccola orchestra. Fu eseguito in anteprima come un pezzo separato in un concerto degli International Composers Guild alla Aeolian Hall di New York, sotto la direzione di Eugene Goossens, il 28 novembre 1926. Questa fu seguita da porzioni del secondo e del terzo movimento, che erano originariamente destinati a terminare rispettivamente con la "Danza Agil" (originariamente chiamata "Gimnástica") e il "Sandunga". Il primo movimento fu scritto nel 1929 e fu per grande orchestra sin dall'inizio. Nel 1931 Chávez ampliò l'orchestrazione del secondo e del terzo movimento. Il tocco finale fu dato nel febbraio 1932, quando Chavez aggiunse la "Danza generale" per terminare il secondo movimento. Il balletto completo è stato dato la prima volta a Filadelfia dalla Philadelphia Grand Opera Company, con l'Orchestra di Filadelfia diretta da Leopold Stokowski il 31 marzo 1932. La direzione di scena fu di Wilhelm von Wymetal Jr., scene e costumi erano di Diego Rivera e la coreografia di Catherine Littlefield. Alexis Dolinoff e Dorothie Littlefield ballarono nei ruoli principali. Il compositore era tra il pubblico. "Un treno speciale portò un pubblico di New York per aggiungerlo agli ascoltatori di Filadelfia. A bordo del treno c'erano, tra gli altri luminari, Diego Rivera e sua moglie, la pittrice messicana Frida Kahlo; George Gershwin e l'amico di Chávez Aaron Copland".
Nel 1954 Chávez revisionò il balletto, ripristinando alcuni piccoli tagli che erano stati fatti per la prima di Filadelfia e riducendo un po' le dimensioni dell'orchestra. Questa versione fu parzialmente eseguita in anteprima a Los Angeles nel mese di agosto e il balletto completo a Portland, Oregon nell'ottobre del 1954.

## Strumentazione
L'orchestrazione originale del balletto era per una grande orchestra con i fiati per lo più in gruppi di quattro:
- ottavino
- 3 flauti
- 3 oboi
- corno inglese
- 2 clarinetti in mi bemolle
- 2 clarinetti in si bemolle
- clarinetto basso
- 3 fagotti
- controfagotto
- sassofono soprano
- sassofono tenore
- 5 corni
- 4 tromba
- 3 tromboni tenori
- trombone basso
- tuba
- timpani
- 5 percussionisti
- primi violini
- secondi violini
- viole
- violoncelli
- contrabbassi

Da luglio a settembre 1954, Chávez ha ridotto l'orchestrazione in qualche modo ad un "a 3" di base, pur mantenendo i sassofoni (Garcia Morillo 1960, 51). Questa è il l'orchestrazione utilizzata anche nella Suite:
- ottavino
- 2 flauti
- 2 oboi
- corno inglese
- clarinetto in mi bemolle
- 2 clarinetti in si bemolle
- clarinetto basso
- 2 fagotti
- controfagotto
- sassofono soprano
- sassofono tenore
- 4 corni
- 3 tromba
- 2 tromboni tenori
- trombone basso
- tuba
- timpani
- 3 percussionisti
- primi violini
- secondi violini
- viole
- violoncelli
- contrabbassi

## Forma musicale
La partitura è anche chiamata una "danza sinfonica". Anche se non è tra le sinfonie numerate del compositore, essa ricade nei tradizionali quattro movimenti di una sinfonia, ma essi sono ulteriormente suddivisi in una successione di danze:
- I. Danza del hombre (Danza dell'uomo)
- II. El barco (alias Barco hacia el trópico—Barca verso i Tropici)
  - Danza ágil
  - Tango de las sirenas (alias Tango, molto lento)
  - Danza general
- Intermedio tropical (alias Interludio)
- III. El trópico (I Tropici)
  - Huapango
  - Sandunga (Tempo di Sandunga)
- Intermedio II (alias Interludio II)
- IV. Danza de los hombres y las máquinas (Danza degli uomini e delle macchine)

La Suite omette la "Danza finale" dal secondo movimento, il secondo intermezzo e l'intero quarto movimento. In caso contrario, è identica all'orchestrazione del balletto del 1954.

## Discografia

### Balletto completo
Non è stata pubblicata alcuna registrazione del balletto completo. Robert Parker (1983, 110 e 142n5), citando un'intervista inedita con Eduardo Mata del 13 agosto 1980, afferma che a quell'epoca Mata aveva fatto una registrazione con la London Symphony Orchestra, che "comprende la musica per tutti e quattro i movimenti del balletto". Tuttavia, la registrazione finalmente pubblicata dalla RCA fu fatta solo più tardi, nel dicembre 1980 ed è della Suite (vedi sotto).

### Suite sinfonica
- Danza moderna mexicana. José Pablo Moncayo, Tierra de temporal; Raúl Cosío, Los gallos; Blas Galindo, La manda; Miguel Bernal Jiménez, El chueco; Carlos Chávez, Suite de Caballos de vapor (H.P.); Carlos J. Mabarak, Balada del venado y la luna and Balada del pájaro y las doncellas. Orchestra of the National Free University of Mexico; Eduardo Mata, cond. LP recording, 3 sound discs: analog, 33⅓ rpm, stereo, 12 in. RCA Victor MKLA-65. Mexico City: RCA Victor, 1968.
- Chávez, Carlos. Suite from Horsepower: Ballet-Symphony. Louisville Orchestra; Jorge Mester, cond. LP recording, 1 disc, stereo, 33⅓ rpm, stereo, 12 in. Louisville LS-713. Louisville Orchestra First Edition Records 1971, no. 3. Louisville: Louisville Orchestra, 1971.
- International Year of the Child/Año internacional del niño. D.C. Youth Orchestra; Lyn McLain, conductor. Carlos Chávez: Caballos de vapor, selections ("Danza ágil" and "Tango de las sirenas"); Emma Lou Diemer: Youth Overture; Camargo Guarnieri: Suite Vila Rica; Nicholas [sic] Slonimsky: My Toy Balloon; Karl Kohn: Castle and Kings. LP recording, 1 audio disc: 33⅓ rpm, stereo, 12 in. Inter-American Musical Editions OAS 007. Washington, D.C.: Inter-American Musical Editions/Ediciones interamericanas de música: Technical Unit on Music, Organization of American States, 1979.
- Chávez, Carlos. Suite de Caballos de vapor (H.P.): sinfonía de baile; Chacona en mi menor de Dietrich Buxtehude; Cuatro nocturnos. London Symphony Orchestra; Eduardo Mata, conductor. Margarita Pruneda, soprano, and Claudine Carlson, mezzo-soprano (Cuatro nocturnos). Recorded in Kingsway Hall, London, December 1980. LP recording 1 audio disc: analog, 33⅓ rpm, 12 in. RCA Red Seal MRS-024. México: RCA Red Seal, 1982. Suite de Caballos de vapor reissued on CD together with Chávez, Concerto for Piano and Orchestra, on Antología de la música clásica mexicana, series 2, disc 3: Carlos Chávez. (New Philharmonia Orchestra of London, Eduardo Mata, conductor; Maria Teresa Rodríguez, piano, in the Concerto.). CD recording, 1 audio disc: digital, stereo, 4¾ in.; (also as part of 4-CD set). [without catalog number]. Series: El disco es cultura. Mexico City: Editorial Patria, 1991. Reissued again as part of the Eduardo Mata Edition: The Complete RCA Recordings, vol. 9. 2-CD set: digital, stereo, 4¾ in. RCA 74321-30985-2. [Mexico City]: Bertelsmann de México S. A. de C. V., 1995.
- Latin American Ballets. Simón Bolívar Symphony Orchestra of Venezuela; Eduardo Mata, conductor. Recorded July 1994, at the Aula Magna of Universidad Central de Venezuela, Caracas. Heitor Villa-Lobos: Uirapurú;  Carlos Chávez: Suite de Caballos de vapor; Alberto Ginastera: Estancia. Music of Latin American Masters. Compact disc 1 sound disc: digital; 4¾ in. Dorian DOR-90211. Troy, NY: Dorian, 1995. Reissued as disc 6 of Latin America Alive: Eduardo Mata Sessions. (With additional works by Antonio Estévez Aponte, Silvestre Revueltas, Julián Orbón, and Manuel de Falla. CD recording, 6 sound discs: digital, 4¾ in. Dorian DSL-90914 (DIS-80101; DOR-90178; DOR-90179; DOR-90192; DOR-90120; DOR-90211). Winchester, VA: Dorian, 2009.
- Mi alma mexicana/My Mexican Soul. Chávez: H. P. Suite (excerpt: III, El trópico), with works by José Pablo Moncayo, Gustavo E. Campa, Ricardo Castro, Candelario Huízar, Manuel Ponce, Juventino Rosas, Arturo Márquez, Silvestre Revueltas, Federico Ibarra, Eugenio Toussaint, Mario Lavista, and Enrico Chapela. Philharmonic orchestra of the Americas; Alondro de la Parra, conductor. Pablo Sáinz Villegas, guitar; Daniel Andai, violin; Alex Brown, piano. Recorded at the recital hall of the Performing Arts Center, Purchase College, State University of New York, 28 January to 1 February 2010. CD recording, 2 discs: digital, stereo, 4¾ in. Sony Classical 88697 75555 2. New York: Sony Corporation, [2010].

### Approfondimenti
- Downes, Olin. 1926. "Music: More of the Ultra-Moderns". New York Times (29 November): 16
- Gibson, Christina Taylor. 2012. "The Reception of Carlos Chávez's Horsepower: A Pan-American Communication Failure". American Music 30, no. 2 (Summer): 157–93